# Gröna ön

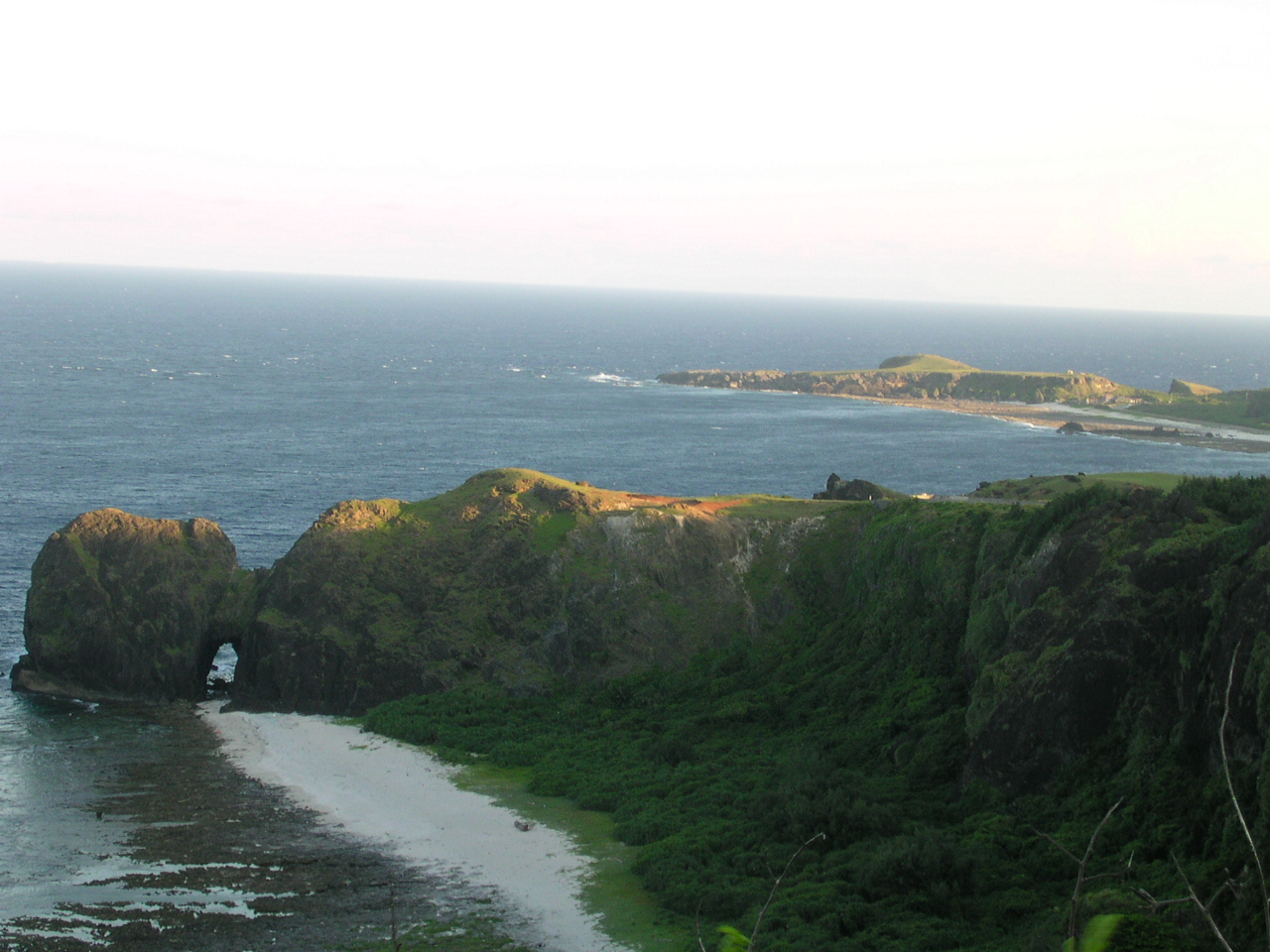
Gröna ön

Gröna ön (kinesiska, "綠島", Lǜdǎo) är en liten vulkanisk ö belägen ca 33 km öster om Taiwans kust. Öns yta är 15,092 km² och därmed Republiken Kinas (Taiwan) fjärde största ö som man har kontroll över. Administrativt sett tillhör ön Taitungs län (臺東縣, Táidōng xiàn) och hade en registrerad befolkning på 3 331 invånare i slutet av 2009, fördelade på 985 hushåll.